# Bill Sali

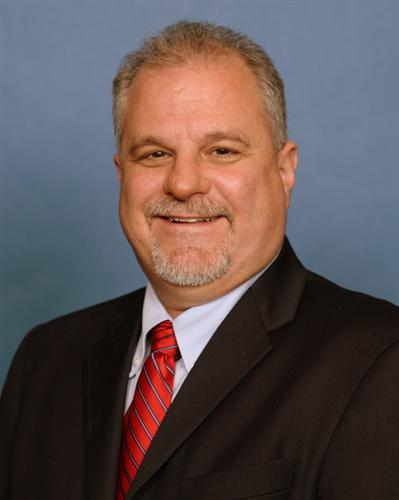
Bill Sali

William Thomas „Bill“ Sali (* 17. Februar 1954 in Portsmouth, Ohio) ist ein US-amerikanischer Politiker. Zwischen 2007 und 2009 vertrat er den ersten Wahlbezirk des Bundesstaates Idaho im US-Repräsentantenhaus.

## Werdegang
Bill Sali zog im Jahr 1962 mit seiner Familie nach Idaho und besuchte bis 1972 die Capital High School in Boise. Danach studierte er bis 1981 an der Boise State University. Nach einem Jurastudium an der University of Idaho und seiner 1984 erfolgten Zulassung als Rechtsanwalt begann er in diesem Beruf zu arbeiten.
Sali wurde Mitglied der Republikanischen Partei. Zwischen 1990 und 2006 war er Abgeordneter im Repräsentantenhaus von Idaho. Dort galt er vor allem auf sozialem und wirtschaftlichem Gebiet als sehr konservativ. Er war Mitglied im Gesundheitsausschuss des Hauses und Vorsitzender eines Ausschusses, der sich mit der Gesundheitsvorsorge befasste. Bei den Kongresswahlen des Jahres 2006 wurde William Sali für den ersten Wahlbezirk von Idaho in das US-Repräsentantenhaus gewählt. Dabei konnte er sich mit 50 % der Wählerstimmen gegen den Demokraten Larry Grant durchsetzen. Sali wurde im Wahlkampf von führenden Republikanern aus der Bundespolitik unterstützt, darunter auch Vizepräsident Dick Cheney.
Im Kongress löste Bill Sali am 3. Januar 2007 Butch Otter ab. Er wurde Mitglied zweier Ausschüsse (Committee on Natural Resources und Committee on Oversight and Government Reform). Auch im Kongress galt Sali als konservativ. Er war gegen eine Erhöhung des Mindestlohns, für den Irakkrieg und gegen einen Truppenabzug aus diesem Land. Er war und ist ein Gegner der multikulturellen Öffnung der Vereinigten Staaten und beruft sich auf christliche Traditionen. Im Jahr 2008 wurde er nicht wiedergewählt. Daher schied er am 3. Januar 2009 aus dem US-Repräsentantenhaus aus.
William Sali hat mit seiner Frau Terry sechs erwachsene Kinder. Die Familie lebt in Kuna, einem Vorort von Boise.